# Golfo della Sirte
Il golfo della Sirte (in arabo خليج سرت‎?, Khalīj Surt ), detto anche golfo di Sidra, è una vasta insenatura del mar Mediterraneo sulla costa settentrionale della Libia, che si estende da Misurata a occidente fino a Bengasi ad oriente. Nell'antichità il golfo veniva denominato Syrtis Maior ("grande Sirte"), per distinguerlo dalla Syrtis Minor ("piccola Sirte", cioè il golfo di Gabès). Prende il nome dalla città portuale di Sirte, che si affaccia sul golfo all'incirca al centro.
La costa è principalmente desertica con presenza di paludi salate. Un'importante risorsa economica consiste nella pesca di tonni e spugne. Il porto principale lungo la baia è Sirte, da cui partono molte rotte carovaniere per il deserto del Sahara. Si affacciano sul golfo, oltre a Sirte, le città di Misurata (limite occidentale), Ras Lanuf, Brega e Bengasi (limite orientale).
La Libia, con la dichiarazione del 19 ottobre 1973, giustificata facendo ricorso ai principi delle baie storiche, ha rivendicato l'intero golfo come territorio nazionale, con una linea di base della lunghezza di 302 mn coincidente con il parallelo 32° 30' N, sebbene altre nazioni sostengano che debba valere lo standard internazionale del limite a 22,2 km dalla costa della nazione.